# Север Германии

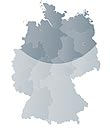
Северная Германия

Се́верная Герма́ния (нем. Norddeutschland) — географическая область на севере Германии, не имеющая, однако, строго очерченных границ. Среди прочего в эту область входят регионы, в которых говорят или говорили на нижненемецком языке, а также северные земли Германии.
Чувство принадлежности к «северным немцам» основано, прежде всего, на исконном для этих районов нижненемецком диалекте и особом северном менталитете, а также на определённых общих аспектах истории (например, Ганза). Северную Германию также обычно принято разделять на Северо-Западную и Северо-Восточную.

## Языковое пространство
Традиционным языком для Северной Германии всегда был и остаётся нижненемецкий диалект. Стандартный немецкий язык (нем. Hochdeutsch — верхне-немецкий) постепенно вытесняет диалект вследствие того, что обучение в немецких школах ведётся на стандартном «высоком» немецком языке. В Северной Фрисландии и в сегодняшней немецкой части Шлезвига также используются севернофризский и датский языки. Северная Германия имеет особые языковые и культурные связи с Нидерландами и другими государствами и регионами, расположенными в бассейнах Северного и Балтийского морей, среди них Великобритания, Дания, Скандинавия и Прибалтика.